# Kangurowiec pręgowany
Kangurowiec pręgowany (Dorcopsis muelleri) – gatunek ssaka z podrodziny kangurów (Macropodinae) w obrębie rodziny kangurowatych (Macropodidae).

## Taksonomia
Gatunek po raz pierwszy zgodnie z zasadami nazewnictwa binominalnego opisali w 1830 roku francuscy zoolodzy Jean René Constant Quoy i Joseph Paul Gaimard, nadając mu nazwę Didelphis brunii, jednak nazwa ta okazał się zajęta przez inny gatunek kangura który opisał w 1777 roku niemiecki przyrodnik Johann Christian Daniel von Schreber. Następną dostępną nazwą która spełniała zasady nazewnictwa binominalnego (nazwy nadane przez brytyjskiego paleontologa Richarda Owena w 1839 roku i angielskiego zoologa Johan Edwarda Graya w 1843 stanowiły nomen nudum) była nazwa Macropus mülleri którą ukuł w 1866 roku niemiecki zoolog Hermann Schlegel. Miejsce typowe to Lobo Bay, Ptasia Głowa, Manokwari, Papua Zachodnia, Indonezja. Okazy typowe to: lektotyp, czaszka i luźne kości (sygnatura RMNH.MAM.13474.a) oraz oprawiona skóra i czaszka samca (sygnatura RMNH.MAM.13474.b); paralektotyp, luźne kości samca (sygnatura RMNH MAM.13475); paralektotyp, młody osobnik (sygnatura RMNH.MAM.13476); paralektotyp, oprawiona skóra i czaszka samicy (sygnatura RMNH MAM.13477); paralektotyp, młodociana samica (sygnatura RMNH MAM.13478); paralektotyp, młodociany samiec (sygnatura RMNH MAM.13479); paralektotyp, czaszka i luźne kości na wpół dorosłego osobnika (sygnatura RMNH MAM.13480); paralektotyp, czaszka i luźne kości (RMNH.MAM.13481.a) i oprawiona skóra (RMNH.MAM.13481.b) samca; paralektotyp, czaszka i luźne kości młodocianego osobnika (sygnatura RMNH MAM.13482); wszystkie okazy pochodzą z kolekcji Rijksmuseum van Natuurlijke Historie. Okazy o sygnaturach RMNH.MAM.13474, RMNH MAM.13475, RMNH.MAM.13476, RMNH MAM.13477 zostały zebrane pomiędzy 1 a 31 sierpniem 1828 roku przez niemieckich zoologów Salomona Müllera i Heinricha Macklota, natomiast okazy o sygnaturach RMNH MAM.13478, RMNH MAM.13479, RMNH MAM.13480, RMNH.MAM.13481, RMNH MAM.13482 zostały zebrane 17 marca 1865 roku przez niemieckiego przyrodnika Heinricha Bernsteina.
D. muelleri jest zmienny morfologicznie w całym swoim zasięgu występowania i dlatego zachodzi potrzeba dodatkowych badania morfologicznych i genetycznych w celu wyjaśnienia jego taksonomii.
Autorzy Illustrated Checklist of the Mammals of the World rozpoznają cztery podgatunki. Podstawowe dane taksonomiczne podgatunków (oprócz nominatywnego) przedstawia poniższa tabelka:
| Podgatunek      | Oryginalna nazwa          | Autor i rok opisu       | Miejsce typowe                                                           | Holotyp |
| --------------- | ------------------------- | ----------------------- | ------------------------------------------------------------------------ | --- |
| D. m. lorentzii | Dorcopsis lorentzii       | Jentink, 1908           | Obóz Van Weil’s and Alkmaar, rzeka Lorentz, Papua Południowa, Indonezja. | Luźne kości (sygn. RMNH.MAM.24264.a) oraz skóra (sygn. RMNH.MAM.24264.b) samicy; zebrane 3 czerwca 1097 roku przez holenderskiego dyplomatę Hendrikusa Lorentza; czaszka i luźne kości (sygn. RMNH.MAM.24254.a) oraz skóra (sygn. RMNH.MAM.24254.a) samca; zebrany 13 sierpnia 1907 roku przez Lorentza; czaszka i luźne kości (sygn. RMNH.MAM.24253.a) oraz skóra (sygn. RMNH.MAM.24253.b) samicy; zebrana 14 sierpnia przez Lorentza; wszystkie okazy z kolekcji Rijksmuseum van Natuurlijke Historie. |
| D. m. mysoliae  | Dorcopsis mysoliae        | O. Thomas, 1913         | Wyspa Mysol, półwysep Ptasia Głowa, Papua Zachodnia, Indonezja.          | Dorosły samiec (sygn. BMNH 61.12.11.22), z kolekcji Muzeum Historii Naturalnej w Londynie; zebrany przez angielskiego przyrodnika Alfreda Wallace’a. |
| D. m. yapeni    | Dorcopsis muelleri yapeni | Groves & Flannery, 1989 | Yapen, Indonezja.                                                        | SKóra i czaszka (sygn. BMNH 1946.691), z kolekcji Muzeum Historii Naturalnej w Londynie. |

### Etymologia
- Dorcopsis: gr. λορκας dorkas ‘gazela’; οψις opsis ‘wygląd’[17].
- muelleri: Salomon Müller (1804–1864), niemiecki przyrodnik[18].
- lorentzii: Hendrikus Albertus Lorentz (1871–1944), holenderski dyplomata, odkrywca, kolekcjoner z Nowej Gwinei z lat 1903–1910[19].
- mysoliae: wyspa Mysol, Nowa Gwinea, Indonezja[8].
- yapeni: Yapen, Nowa Gwinea, Indonezja[9].

## Zasięg występowania
Kangurowiec pręgowany występuje w zależności od podgatunku:
- D. muelleri muelleri – niziny półwyspu Ptasia Głowa, północno-zachodnia Nowa Gwinea.
- D. muelleri lorentzii – niziny południowo-zachodniej Nowej Gwinei.
- D. muelleri mysoliae – wyspa Misool w indonezyjskiej Papui Zachodniej.
- D. muelleri yapeni – wyspa Yapen, w Zatoce Cenderawasih, w północno-zachodniej Nowej Gwinei.

Populacja na wyspie Salawati z regionu Papui Zachodniej może reprezentować dodatkowy podgatunek.

## Morfologia
Długość ciała (bez ogona) samic 54–65 cm, samców 70,8–77 cm, długość ogona samic 32–46,5 cm, samców 41,7–53,5 cm; masa ciała samic 5–6,8 kg. Wierzch ciała od jasno- do ciemnobrązowego. Spód ciała szary lub kremowy. Dwie trzecie długości ogona równomiernie owłosione, koniuszek nagi.

## Ekologia

### Środowisko życia
Lasy deszczowe w części nizinnej do wysokości 500 m n.p.m.

### Tryb życia
Jest gatunkiem dość pospolitym, jednak niewiele wiadomo o jego trybie życia. Prawdopodobnie jest aktywny nocą. Młode przebywa w torbie około 6 miesięcy. Obserwacje w ogrodach zoologicznych pokazały, że gatunek ten wykazuje wiele pierwotnych cech zachowania. Poruszanie się wszystkich gatunków z rodzaju Dorcopsis jest bardzo nietypowe. Wykorzystują wówczas wszystkie kończyny i używają końcówki ogona jako podpórki, ale nie układają go na ziemi spodnia stroną, jak inne gatunki kangurów.

## Status zagrożenia
W Czerwonej księdze gatunków zagrożonych Międzynarodowej Unii Ochrony Przyrody i Jej Zasobów został zaliczony do kategorii LC (ang. least concern ‘najmniejszej troski’).